# 砂锅梁遗址
砂锅梁遗址，位于中国甘肃省酒泉市玉门市，为一个全国重点文物保护单位，类型为古遗址。
砂锅梁遗址的历史年代为新石器时代至青铜时代。